# Cethosia ribbei
Cethosia ribbei är en fjärilsart som beskrevs av Eduard Honrath 1887. Cethosia ribbei ingår i släktet Cethosia och familjen praktfjärilar. Inga underarter finns listade i Catalogue of Life.